# Survivor Series (2016)
Survivor Series (2016) foi um evento de luta livre profissional produzido pela WWE e patrocinado pela Hulu e Mattel que foi transmitido em formato pay-per-view e pelo WWE Network em 20 de novembro de 2016 no Air Canada Centre na cidade de Toronto, Ontário, Canadá, e contou com a participação dos lutadores do Raw e do SmackDown. Este foi o trigésimo evento da cronologia do Survivor Series e o décimo terceiro pay-per-view de 2016 no calendário da WWE.

## Antes do evento
Survivor Series teve combates de luta profissional de diferentes lutadores com rivalidades e histórias pré-determinadas que se desenvolverão no Raw e SmackDown — programas de televisão da WWE, tal como nos programas transmitidos pelo WWE Network — Superstars e Main Event. Os lutadores interpretaram um vilão ou um mocinho seguindo uma série de eventos para ganhar tensão, culminando em várias lutas.
No WrestleMania XX em 2004, Goldberg derrotou Brock Lesnar na última luta dos dois para a companhia até aquela data. Lesnar voltaria a WWE em 2012, enquanto Goldberg nunca mais desejou retornar à WWE, até ele começar uma relação com a empresa em janeiro de 2016. No Raw de 30 de maio, ele foi anunciado como personagem bônus de pré-venda do jogo eletrônico WWE 2K17. Durante a semana do SummerSlam, em um evento para promover o jogo na Alemanha, Goldberg desafiou Lesnar para uma luta. Os dois continuaram a trocar farpas e insultos nas redes sociais e em eventos de imprensa. Em 3 de outubro, Goldberg apareceu no ESPN SportsCenter com Jonathan Coachman para promover sua presença no WWE 2K17. Ele promoveu um possível retorno a WWE e afirmou que gostaria de enfrentar Lesnar. No Raw de 10 de outubro, Paul Heyman, em nome de Lesnar, lançou um desafio para Goldberg, afirmando que este foi a única mancha na carreira de seu cliente na WWE. No Raw de 17 de outubro, Goldberg fez seu regresso a WWE depois de 12 anos e aceitou o desafio. Em 25 de outubro, a WWE anunciou via Twitter que a luta entre eles aconteceria no Survivor Series.
No SmackDown de 11 de outubro, o comissário Shane McMahon e o gerente geral Daniel Bryan desafiaram formalmente o Raw para três lutas Survivor Series cinco-contra-cinco de eliminação, incluindo uma masculina, outra feminina e uma luta de equipes. No Raw de 17 de outubro, Stephanie McMahon, a comissária do programa, aceitou o desafio. Nas semanas seguintes ocorreram lutas qualificatórias para determinar as duplas e as lutadoras que representariam o show. Heath Slater e Rhyno foram automaticamente qualificados para o combate por serem os campeões de duplas do SmackDown, enquanto os Hype Bros (Zack Ryder e Mojo Rawley), American Alpha (Chad Gable e Jason Jordan), os Usos (Jey e Jimmy Uso) e Breezango (Tyler Breeze e Fandango) se qualificaram ao derrotarem The Ascension (Konnor e Viktor), Spirit Squad (Kenny e Mikey), os Headbangers (Mosh Thrasher) e The Vaudevillains (Aiden English e Simon Gotch), respectivamente. No time do Raw, os campeões de duplas, New Day (Big E, Kofi Kingston e Xavier Woods) foram revelados como capitães. As outras quatro vagas foram preenchidas na semana seguinte por Sheamus e Cesaro, Luke Gallows e Karl Anderson, Enzo Amore e Big Cass, e The Golden Truth (Goldust e R-Truth). Estes porém venderam sua participação para os Shining Stars (Primo e Epico).
Na luta feminina, Nikki Bella derrotou Natalya no SmackDown de 25 de novembro para se tornar a capitã do seu time. No episódio seguinte, a campeã feminina do SmackDown, Becky Lynch, Alexa Bliss, Carmella e Naomi foram anunciadas como as demais integrantes da equipe, com Natalya como treinadora. No Raw, a campeã feminina Charlotte Flair foi escolhida como capitã, enquanto Bayley, Nia Jax, Alicia Fox e Sasha Banks foram reveladas como as demais integrantes da equipe em 31 de outubro e 7 de novembro.
O time masculino do Raw foi formado em 31 de outubro, sendo composto pelo campeão universal, Kevin Owens, Chris Jericho (eleitos como co-capitães), campeão dos Estados Unidos, Roman Reigns, Braun Strowman, qualificado após vencer uma battle royal de 12 lutadores e Seth Rollins, anunciado apenas na semana seguinte. Na equipe do SmackDown, Daniel Bryan anunciou o campeão mundial, AJ Styles como capitão, Dean Ambrose, Randy Orton, Bray Wyatt e Baron Corbin como os integrantes em 1 de novembro. Uma semana depois, Shane anunciou James Ellsworth como o mascote da equipe. Após Corbin se lesionar (na história) em uma luta contra Kalisto, Bryan anunciou Shane como seu substituto.
No SmackDown de 1 de novembro, o campeão intercontinental, Dolph Ziggler fez um desafio aberto a qualquer lutador do Raw para uma luta pelo título no Survivor Series. No Raw de 7 de novembro, Mick Foley revelou que queria Sami Zayn, mas Stephanie preferiu Rusev. Uma combate entre os dois foi marcado para aquela noite, com o vencedor enfrentando Ziggler. Zayn venceu o confronto e a chance de lutar pelo título.No entanto, no SmackDown de 16 de novembro, o campeão anterior, The Miz (que havia perdido para Ziggler no No Mercy), invocou sua cláusula de revanche e ganhou o cinturão.
Em 8 de novembro, Mick Foley revelou que Brian Kendrick defenderia o Campeonato dos Pesos-médios contra um lutador do SmackDown. Bryan escolheu Kalisto e revelou que se ele ganhasse, toda a divisão dos pesos-médios iria para o SmackDown.

## Resultados
| Nº                                          | Resultados | Estipulações | Tempo |
| ------------------------------------------- | --- | --- | ----- |
| Pré- show                                   | Cedric Alexander, T.J. Perkins e Noam Dar derrotaram Tony Nese, Drew Gulak e Ariya Daivari | Luta de trios | 11:50 |
| Pré- show                                   | Kane derrotou Luke Harper | Luta individual | 9:10  |
| 1                                           | Time Raw (Charlotte Flair, Bayley, Nia Jax, Sasha Banks e Alicia Fox) (com Dana Brooke) derrotou Time SmackDown (Natalya, Becky Lynch, Alexa Bliss, Carmella e Naomi)eliminações | Luta Survivor Series 5-contra-5 de eliminação                                                                                       | 17:30 |
| 2                                           | The Miz (c) (com Maryse) derrotou Sami Zayn | Luta individual pelo Campeonato Intercontinental da WWE                                                                             | 14:05 |
| 3                                           | Time Raw (The New Day (Big E e Kofi Kingston), Cesaro e Sheamus, Luke Gallows e Karl Anderson, Enzo Amore e Big Cass e The Shining Stars (Primo e Epico)) (com Xavier Woods) derrotou Time SmackDown (Heath Slater e Rhyno, The Hype Bros (Zack Ryder e Mojo Rawley), American Alpha (Chad Gable e Jason Jordan), The Usos (Jey Uso e Jimmy Uso) e Breezango (Tyler Breeze e Fandango))eliminações | Luta Survivor Series 10-contra-10 de eliminação                                                                                     | 18:55 |
| 4                                           | Brian Kendrick (c) derrotou Kalisto por desqualificação | Luta individual pelo Campeonato dos Pesos-Médios da WWE; se Kalisto vencesse, toda a divisão de pesos-médios iria para o SmackDown. | 12:25 |
| 5                                           | Time SmackDown (AJ Styles, Dean Ambrose, Shane McMahon, Randy Orton e Bray Wyatt) (com James Ellsworth) derrotou Time Raw (Kevin Owens, Chris Jericho, Roman Reigns, Braun Strowman e Seth Rollins)eliminações | Luta Survivor Series 5-contra-5 de eliminação                                                                                       | 52:55 |
| 6                                           | Goldberg derrotou Brock Lesnar (com Paul Heyman) | Luta individual | 1:26  |
| (c) – Refere-se aos campeões antes da luta. | | |       |

### Eliminações nas lutasSurvivor Series
↑1 
| Eliminação       | Lutadora         | Programa                      | Eliminado por                 | Modo de eliminação            | Tempo                         |
| ---------------- | ---------------- | ----------------------------- | ----------------------------- | ----------------------------- | ----------------------------- |
| 1                | Carmella         | SmackDown                     | Alicia Fox                    | Scissor Kick                  | 6:25                          |
| 2                | Alicia Fox       | Raw                           | Alexa Bliss                   | Twisted Bliss                 | 6:45                          |
| 3                | Naomi            | SmackDown                     | N/A                           | Contagem                      | 7:00                          |
| 4                | Sasha Banks      | Raw                           | Natalya                       | Roll up                       | 10:20                         |
| 5                | Natalya          | SmackDown                     | Charlotte                     | Big Boot                      | 12:00                         |
| 6                | Nia Jax          | Raw                           | Becky Lynch                   | Dis-arm-her                   | 13:40                         |
| 7                | Alexa Bliss      | SmackDown                     | Charlotte                     | Big Boot                      | 14:00                         |
| 8                | Becky Lynch      | SmackDown                     | Bayley                        | Bayley to Belly               | 17:30                         |
| Sobrevivente(s): | Sobrevivente(s): | Time Raw (Charlotte e Bayley) | Time Raw (Charlotte e Bayley) | Time Raw (Charlotte e Bayley) | Time Raw (Charlotte e Bayley) |

↑2 
| Eliminação       | Dupla                        | Programa                    | Eliminado por                | Modo de eliminação          | Tempo                       |
| ---------------- | ---------------------------- | --------------------------- | ---------------------------- | --------------------------- | --------------------------- |
| 1                | Breezango                    | SmackDown                   | The New Day                  | Midnight Hour               | 0:45                        |
| 2                | The New Day                  | Raw                         | The Usos                     | Superkick                   | 1:10                        |
| 3                | The Hype Bros                | SmackDown                   | Luke Gallows e Karl Anderson | Magic Killer                | 5:20                        |
| 4                | The Shining Stars            | Raw                         | American Alpha               | Double Bulldog              | 8:10                        |
| 5                | American Alpha               | SmackDown                   | Luke Gallows e Karl Anderson | Magic Killer                | 10:40                       |
| 6                | Luke Gallows e Karl Anderson | Raw                         | Heath Slater e Rhyno         | Gore                        | 12:30                       |
| 7                | Heath Slater e Rhyno         | SmackDown                   | Enzo Amore e Big Cass        | Bada Boom Shakalaka         | 13:00                       |
| 8                | Enzo Amore e Big Cass        | Raw                         | The Usos                     | Samoan Splash               | 13:30                       |
| 9                | The Usos                     | SmackDown                   | Cesaro e Sheamus             | Sharpshooter                | 18:55                       |
| Sobrevivente(s): | Sobrevivente(s):             | Time Raw (Cesaro e Sheamus) | Time Raw (Cesaro e Sheamus)  | Time Raw (Cesaro e Sheamus) | Time Raw (Cesaro e Sheamus) |

↑3 
| Eliminação       | Lutador          | Programa                                  | Eliminado por                             | Modo de eliminação                                                                   | Tempo                                     |
| ---------------- | ---------------- | ----------------------------------------- | ----------------------------------------- | ------------------------------------------------------------------------------------ | ----------------------------------------- |
| 1                | Dean Ambrose     | SmackDown                                 | Braun Strowman                            | Running powerslam                                                                    | 16:00                                     |
| 2                | Braun Strowman   | Raw                                       | N/A                                       | Contagem                                                                             | 21:30                                     |
| 3                | Kevin Owens      | Raw                                       | N/A                                       | Desqualificação                                                                      | 29:30                                     |
| 4                | Chris Jericho    | Raw                                       | Randy Orton                               | RKO                                                                                  | 30:15                                     |
| 5                | Shane McMahon    | SmackDown                                 | N/A                                       | Depois de um Spear de Roman Reigns o árbitro decidiu que Shane não poderia continuar | 40:00                                     |
| 6                | AJ Styles        | SmackDown                                 | Seth Rollins                              | Triple powerbomb na mesa dos comentaristas                                           | 42:30                                     |
| 7                | Seth Rollins     | Raw                                       | Bray Wyatt                                | RKO                                                                                  | 46:00                                     |
| 8                | Roman Reigns     | Raw                                       | Bray Wyatt                                | Sister Abigail                                                                       | 52:55                                     |
| Sobrevivente(s): | Sobrevivente(s): | Time SmackDown (Bray Wyatt e Randy Orton) | Time SmackDown (Bray Wyatt e Randy Orton) | Time SmackDown (Bray Wyatt e Randy Orton)                                            | Time SmackDown (Bray Wyatt e Randy Orton) |